# Вінслов (Індіана)
Вінслов (англ. Winslow) — місто (англ. town) в США, в окрузі Пайк штату Індіана. Населення — 764 особи (2020).

## Географія
Вінслов розташований за координатами 38°22′58″ пн. ш. 87°12′44″ зх. д. / 38.38278° пн. ш. 87.21222° зх. д. (38.382675, -87.212153).  За даними Бюро перепису населення США в 2010 році місто мало площу 1,66 км², з яких 1,64 км² — суходіл та 0,02 км² — водойми.

## Демографія
Згідно з переписом 2010 року, у місті мешкали 864 особи в 333 домогосподарствах у складі 241 родини. Густота населення становила 519 осіб/км².  Було 397 помешкань (239/км²).
Расовий склад населення:
| - 97,8 % — білих - 0,6 % — корінних американців - 0,1 % — чорних або афроамериканців - 0,1 % — азіатів |

До двох чи більше рас належало 1,3 %. Частка іспаномовних становила 2,1 % від усіх жителів.
За віковим діапазоном населення розподілялося таким чином: 26,5 % — особи молодші 18 років, 57,6 % — особи у віці 18—64 років, 15,9 % — особи у віці 65 років та старші. Медіана віку мешканця становила 38,6 року. На 100 осіб жіночої статі у місті припадало 88,2 чоловіків;  на 100 жінок у віці від 18 років та старших — 88,4 чоловіків також старших 18 років.
Середній дохід на одне домашнє господарство  становив 44 481 долар США (медіана — 39 375), а середній дохід на одну сім'ю — 50 149 доларів (медіана — 42 829). За межею бідності перебувало 26,4 % осіб, у тому числі 44,3 % дітей у віці до 18 років та 8,7 % осіб у віці 65 років та старших.
Цивільне працевлаштоване населення становило 487 осіб. Основні галузі зайнятості: виробництво — 35,7 %, роздрібна торгівля — 12,7 %, освіта, охорона здоров'я та соціальна допомога — 11,1 %.